# Аеро A.20
Аеро A.20 (чеш. Aero A.20) је чехословачки ловачки авион. Први лет авиона је извршен 1923. године. 

Направљен је само један прототип овог авиона.
Највећа брзина у хоризонталном лету је износила 225 km/h. Размах крила је био 9,70 метара а дужина 6,60 метара. Маса празног авиона је износила 784 килограма а нормална полетна маса 1080 килограма. Био је наоружан са 2 предња митраљеза калибра 7,7 милиметара Викерс.

## Наоружање
Авион је био наоружан са два фиксна синхронизована митраљеза Викерс калибра 7,7 mm који су се налазили изнад мотора, а пуцала су кроз обртно поље елисе.
| Наоружање авиона: Аеро A.20    |            |
| Ватрено (стрељачко) наоружање  |            |
| Топ                            |            |
| Митраљез                       |            |
| Број и ознака митраљеза        | 2 x Викерс |
| Калибар                        | 7,7        |
| Бомбардерско наоружање (бомбе) |            |
| Ракетно наоружање (ракете)     |            |

## Верзије
Направљен је само један примерак овог авиона тако да није било других верзија истог.

## Оперативно коришћење
Авион се користио само у фази тестирања прототипа у циљу поређења са осталим типовима авиона. Даља судбина овог авиона је непозната.

## Земље које су користиле авион
- Чехословачка